# Le Triomphe de la Renommée (tapisserie)
Le Triomphe de la Renommée est une tapisserie réalisée en Flandre à la fin du XVe siècle ou au début du XVIe siècle, vers 1497-1509. Elle fait partie de la collection du Metropolitan Museum of Art à New York et est exposée dans le patio du château de Vélez Blanco.

## Fabrication
Le Triomphe de la Renommée fait partie d'un ensemble de six tapisseries, dont les cinq autres sont perdues ; son sujet s'inspire des Triomphes de Pétrarque. La tapisserie a été créée probablement à Bruxelles, par un atelier inconnu.
Cette œuvre, ou une œuvre identique, a été achetée par la reine Isabelle la Catholique, reine d'Espagne et de Castille, en 1504.
Cette tapisserie est constituée de fils de trame en soie sur une armature de fils de chaîne en laine ; elle est typique des tapisseries de la Renaissance.
Elle a appartenu au marquis de Castro Serna ; elle entre dans les collections du Metropolitan Museum en 1993.

## Description et interprétation
Les six tapisseries représentaient ensemble les triomphes de l'Amour, ceux de la Chasteté sur l'Amour, ceux de la Mort sur la Chasteté, ceux de la Renommée sur la Mort, ceux du Temps sur la Renommée et ceux de la Religion sur le Temps. 
Celle qui est conservée représente le quatrième triomphe, celui de la Renommée, au centre de la tapisserie, sur la Mort, symbolisée par les trois Parques étendues à ses pieds, Clotho, Lachésis et Atropos ; le phylactère au dessus de la Renommée indique en lettres gothiques: « VETER[UM] SIC ACTA PER FAMA[M] FU[ER]UNT REDACTA » (Ainsi les actions des anciens ont été immortalisées par la Renommée). ces anciens sont les historiens Darès le Phrygien, à qui est attribué un récit de la guerre de Troie, Flavius Josèphe et Justin, ainsi que le poète Virgile.